# Bohdan Kurowski
Bohdan Kurowski (ur. 2 maja 1933 w Mołodecznie, zm. 29 sierpnia 2009 w Olsztynie) – polski dziennikarz i dramaturg. 
Absolwent Wydziału Historyczno-Socjologicznego Wyższej Szkoły Nauk Społecznych przy KC PZPR. Dziennikarstwem zajmował się od 1952 roku, był m.in. zastępcą redaktora naczelnego „Panoramy Północy” (1957–1972), publicystą „Polityki” (1972–1974), kierownikiem oddziału PAI Interpress w Olsztynie (1974–1981), redaktorem naczelnym tygodnika „Olsztyński Kurier Obywatelski” (1989–1990). Współzałożyciel i prezes Stowarzyszenia Społeczno-Kulturalnego „Pojezierze” w Olsztynie; współzałożyciel Rotary Club Olsztyn. Pierwszy gubernator dystryktu polskiego Rotary International i w latach 2005–2006 redaktor naczelny regionalnego dwumiesięcznika tej organizacji pt. „Głos Rotary”. Autor m.in. zbioru esejów i felietonów o teatrze oraz pięciu sztuk teatralnych. 